# Три роки (фільм)
«Три роки» — радянський двосерійний художній телефільм 1980 року, знятий на кіностудії «Мосфільм» за однойменною повістю Антона Чехова.

## Сюжет
Головний герой, Олексій Федорович Лаптєв, приїхавши відвідати важко хвору сестру Ніну, знайомиться з милою жінкою Юлею і, через деякий час, вирішує з'єднати з нею своє життя. Але відносини між ними складаються непросто…

## У ролях
- Станіслав Любшин — Олексій Федорович Лаптєв
- Світлана Смирнова — Юлія Бєлавіна, дружина Олексія Лаптєва
- Альберт Філозов — Федір Лаптєв, брат Олексія, психічнохворий крамар
- Сергій Плотников — Лаптєв-старший, Федір Степанович, купець-мільйонер
- Микола Пастухов — Сергій Борисович Бєлавін, лікар, батько Юлії
- Ія Саввіна — Ніна Федорівна Лаптєва, сестра Олексія, померла від сухот
- Юрій Яковлєв — Григорій Миколайович Панауров, чоловік Ніни Федорівни, бабій, хлюст
- Аліса Фрейндліх — Поліна Рассудіна, вчителька музики
- Валентин Гафт — Іван Гаврилович Ярцев, вчений-хімік
- Володимир Носик — Костянтин Іванович Кочєвой, юрист, молодий письменник
- Станіслав Хитров — Початкін, керуючий в конторі Лаптєвих
- Ігор Безяєв — Мокеїч, керуючий в конторі Лаптєвих
- Марія Гладкова — дочка Ніни Федорівни і Панаурова
- Анастасія Немоляєва — Сашенька, дочка Ніни Федорівни і Панаурова
- Євген Бикадоров — Петро
- Валентина Клягіна — епізод
- Федір Савостьянов — епізод
- Михайло Златопольський — епізод
- Маргарита Сєрдцева — епізод
- Микола Горлов — прикажчик Степан
- Маргарита Жарова — епізод

## Знімальна група
- Режисери — Дмитро Долинін, Станіслав Любшин
- Сценарист — Олександр Александров
- Оператор — Михайло Агранович
- Композитор — Едуард Артем'єв
- Художник — Володимир Філіппов